# Moglio
Moglio is een plaats (frazione) in de Italiaanse gemeente Alassio.